# Cropia consonens
Cropia consonens là một loài bướm đêm trong họ Noctuidae. Loài này được Dyar miêu tả khoa học lần đầu tiên năm 1910.